# Poesia didàctica

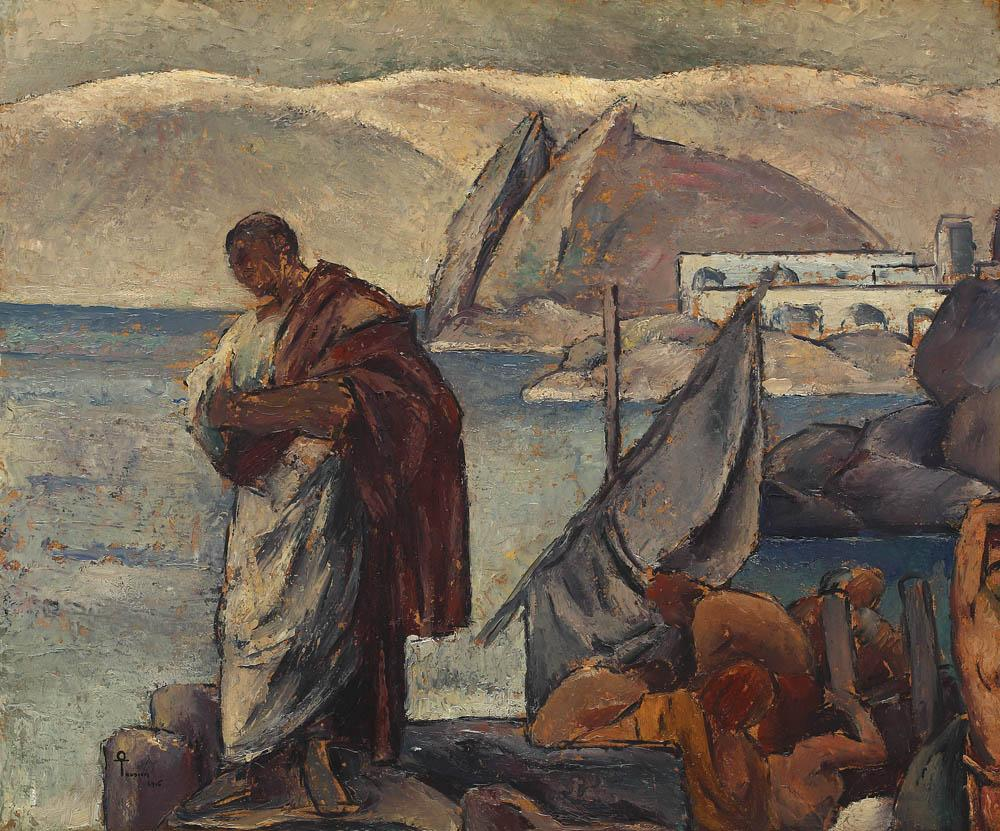
Durant la seva estada a Tomis, Ovidi va escriure el seu poema didàctic Halieutica, sobre la manera de pescar dels dacis

La poesia didàctica és un gènere molt relacionat amb l'èpica, pretén ensenyar, transmetre coneixements, proporcionar consells o normes de conducta. S'origina en un moment en què la transmissió de textos es feia únicament de manera oral. En aquest context s'entén que un text poètic escrit en un ritme regular sigui preferible a la prosa, atès que és més fàcil de memoritzar. És per això que la majoria dels precursors de la filosofia i la ciència antiga van escriure les seves obres en vers, com Hesíode Els treballs i els dies o els Presocràtics. Entre els romans destaquen obres com De Rerum natura on Lucreci exposa la concepció epicúria del món, Les Geòrgiques de Virgili o Halieutica, tractat sobre la pesca que Ovidi va escriure des del seu exili a la Mar Negra, on tenia molt temps per observar com pescaven els nadius. Però, sens dubte, els poemes didàctics que van tenir més èxit i que han passat a la posteritat van ser les obres d'Ovidi: L'Ars Amatòriai Les Metamorfòsis Generalment el metre triat era l'hexàmetre de la poesia èpica.

## Definició a l'Antiguitat
Per als gramàtics antics, un gènere literari es definia sobretot segons la seva mètrica. Per tant, la poesia didàctica es considera més aviat com un tema englobat en diversos gèneres literaris diferents, cadascun amb un metre específic. D'una banda, Quintilià ref>Institució oratòria, 10.1.46-57</ref>), retòric llatí del segle I aC., classifica autors didàctics com Aratus, Hesíode i Nicander en la categoria de poetes èpics a partir del fet que tots escrivien en hexàmetre dactílic. D'altra banda, Aristòtil, quan compara Heròdot en el seu Art poètic amb el poeta didàctic Empèdocles, no veu, a banda de metre, cap altre punt en comú entre els dos autors. Segons ell, una obra didàctica no s'ha de considerar poesia. L'autor del Tractatus Coisilianus, tractat de tradició aristotèlica, defineix la poesia didàctica pel seu caràcter no mimètic (que no es pot representar), que l'oposa a la poesia narrativa i al teatre. Com que l'èpica és la poesia narrativa per excel·lència, l'autor del tractat, a diferència de Quintilià, refuta qualsevol connexió entre aquest darrer gènere i la poesia didàctica. Finalment, un gramàtic posterior anomenat Diomedes (segle V aC.), a la seva Ars grammatica (Gramm. Lat. 1.482.14-23 Keil), classifica les obres literàries segons el seu tipus de narració. Així, la poesia didàctica, anomenada didascàlice per l'autor, s'inclou dins la categoria anomenada exegeticon, en què el poeta narra l'acció sense que altres personatges parlin.
Malgrat tots aquests intents, els autors antics finalment no van definir maig la poesia didàctica amb característiques clares, sinó que es van limitar a classificacions basades en el metre, el tema o la narració. Cal esperar fins a finals del segle iv aC. de manera que l'erudit Servius, en el prefaci al seu comentari a les Geòrgiques de Virgili, dona una primera definició:
| « | Hi libri didascalici sunt, unde necesse est, ut ad aliquem scribantur; nam praeceptum et doctoris et discipuli personam requirit. Unde ad Maecenatem scribit, sicut Hesiodius ad Persen, Lucreci as Memmium. / Un escrit és didàctic quan necessàriament va adreçat a algú; de fet, l'aprenentatge requereix un professor i un alumne. Així, [Vergili] es dirigeix al seu llibre Mecenes, Hesíode a Perses i Lucrècia a Memmius. » | » |

## La definició moderna de Katharina Volk
Molts autors moderns han subratllat el fet que un gènere literari no s'ha de veure com una creació monolítica. Al contrari, és un fenomen molt orgànic on el període històric i l'estil personal de l'autor configuren el marc genèric de la seva escriptura. Aquest és el resultat de l'absència d'una teorització sistemàtica i uniforme de la concepció del gènere literari a l'Antiguitat mateixa. Encara que els autors antics mostren molt sovint la seva filiació genèrica, la categoria literària com a tal no està definida amb precisió. Això va donar lloc a una sèrie d'interpretacions modernes que intentaven explicar els gèneres literaris. Malgrat aquesta manca d'uniformitat, els autors actuals han aconseguit identificar certs llocs comuns que constitueixen les bases d'un marc definitori per a qualsevol gènere literari. Encara que sigui incomplet, fins i tot subjectiu, aquest tipus d'anàlisi permet tanmateix emmarcar un escrit en una categoria més precisa i classificar-lo millor des d'un punt de vista genèric. La literatura didàctica no és un cas especial. No obstant això, molt pocs autors moderns han abordat la qüestió d'una manera general. La majoria van preferir definir els paràmetres genèrics de la poesia didàctica a partir de l'anàlisi d'una sola obra. Katharina Volk, en el seu llibre, ofereix una definició sistemàtica i general, que constitueix una eina analítica fàcilment utilitzable.

## Poemes didàctics

### literatura grega
- Hesíode, Obres i dies, Teogonia

- Empèdocles, Natura, Les Purificacions

- Parmènides, Natura

- Aratos de Soles, Els fenòmens

- Nicandre de Colofó, la Theriaka, l’Alexipharmaka

- Denys el Periegetes, Viatge al voltant del món

- Oppie de Corycos, l’Halieutics

- Oppie de Síria, els cinegetics

### literatura llatina
Per a una anàlisi de les principals obres d'aquest gènere en llatí, vegeu la pàgina dedicada a ell: poesia didàctica llatina.
- Lucreci, Sobre la naturalesa de les coses

- Virgili, Les Geòrgiques

- Marcus Manilius, Els astrònoms

- Ovidi, Els dejunis, L'art de l'amor, l'Halieutics (fragmentària i l'atribució del qual a Ovidi es debat)

- Avienus, Descripció de la terra, Ora maritima

- Columella, llibre 10 de De re rustica (sobre horticultura)

- Martianus Capella, Les noces de la filologia i Mercuri

- Cobles de Cató

- Alexandre de Villedieu, Doctrinale puerorum

- Lorenzo Valla, De Grammatica

- Etna de l'apèndix vergilina